# Stormrise
Stormrise (буквально с англ. — «Раскат бури») — компьютерная игра в жанре стратегии в реальном времени / пошаговая стратегия с видом от третьего лица, разработанная австралийским отделением британской компании The Creative Assembly и выпущенная компанией SEGA. Игра вышла для PC-совместимых компьютеров под управлением ОС Microsoft Windows и игровых консолей PlayStation 3 и Xbox 360 24 марта 2009 года на территории Северной Америки и 27 марта 2009 года в Европе.
В России «Stormrise» издана компанией Soft Club 6 апреля 2009 года. Локализована для платформ: PC и PlayStation 3.

## Разработка
Разработка «Stormrise» компанией The Creative Assembly Australia стартовала в начале 2005 года. «Stormrise» была публично анонсирована и впервые демонстрировалась на выставке E3 2008 в августе 2008 года.

## Сюжет
Действие игры разворачивается на Земле, в будущем, в пост-апокалиптическом мире.
Тонкая нежная скорлупка живительной атмосферы Земли лопнула, как мыльный пузырь. Оставшись без привычной защиты, планета разительно изменилась, равно как и её обитатели. Страшная катастрофа уничтожила человечество в его первозданном обличье и породила две новые расы: Эшелон и Саи. Две непохожие друг на друга цивилизации не смогли ужиться, и их многочисленные противоречия вылились в жестокую бескомпромиссную войну. Stormrise — это стратегия нового поколения, не имеющая аналогов. Вам предстоит возглавить отряд бойцов и окунуться в самую гущу событий, в пылающую суматоху грандиозных сражений.

## Игровой процесс
Игровой процесс основывается на захвате стратегических точек. Каждая контрольная точка приносит энергию, необходимую для производства боевых единиц и улучшения самих точек. За происходящим можно наблюдать от третьего лица или с точки зрения любого бойца. Игра полностью трёхмерная, бои происходят на городских улицах, башнях небоскрёбов, крышах зданий и в подземельях. Высоты дают тактическое преимущество.

## Технологические особенности
| Системные требования | Системные требования  | Системные требования   |
| -------------------- | --------------------- | ---------------------- |
|                      | Минимальные           | Рекомендуемые          |
| Microsoft Windows    |                       |                        |
| ОС                   | Vista (SP1)/7         | Vista (SP1)/7          |
| ЦПУ                  | Dual Core 2.8 ГГц     | Quad Core 2.4 ГГц      |
| Объём ОЗУ            | 1 Гб                  | 2 Гб                   |
| Место на диске       | 9 Гб свободного места | 9 Гб свободного места  |
| Видеокарта           | NVIDIA 8400           | ATI 4850 / NVIDIA 8800 |
| Звуковая плата       | совместимая с DirectX | совместимая с DirectX  |

Игра «Stormrise» использует игровой движок собственной разработки The Creative Assembly, в котором используется PathEngine — библиотека игрового ИИ, реализующая алгоритм поиска путей для компьютерных персонажей. PC-версия игры поддерживает лишь DirectX 10 и DirectX 10.1. Поддержка DirectX 9 отсутствует, поэтому для игры необходима ОС Windows Vista и выше, а также соответствующая видеокарта. «Stormrise» была одной из первых игр, в которых была реализована поддержка DirectX 10.1.

## Оценки и награды
| Сводный рейтинг       | Сводный рейтинг | Сводный рейтинг | Сводный рейтинг |
| Издание               | Оценка          | Оценка          | Оценка          |
| Издание               | PC              | PS3             | Xbox 360        |
| --------------------- | --------------- | --------------- | --------------- |
| GameRankings          | N/A             | 50,46 %         | 47,17 %         |
| Metacritic            | 42/100          | 51/100          | 48/100          |
| Иноязычные издания    |                 |                 |                 |
| Издание               | Оценка          | Оценка          | Оценка          |
| Издание               | PC              | PS3             | Xbox 360        |
| Edge                  | N/A             | N/A             | 4/10            |
| GameSpot              | 2,0/10          | 2,5/10          | 2,5/10          |
| GameZone              | N/A             | N/A             | 7,9/10          |
| IGN                   | 2,5/10          | 4,9/10          | 4,9/10          |
| Русскоязычные издания |                 |                 |                 |
| Издание               | Оценка          | Оценка          | Оценка          |
| Издание               | PC              | PS3             | Xbox 360        |
| Absolute Games        | 35 %            | N/A             | N/A             |
| «Игромания»           | 4,0/10          | N/A             | N/A             |
| «ЛКИ»                 | 50 %            | N/A             | N/A             |

Средний балл на Metacritic составляет 42 из 100 (15 обзоров) для ПК, 48 из 100 (36 обзоров) для Xbox 360 и 51 из 100 (28 обзоров) для PlayStation 3.
Русскоязычный сайт Absolute Games написал довольно отрицательную рецензию на «Stormrise», в которой раскритиковал почти все элементы игры и поставил игре оценку 35 % со статусом «плохо». Особо отрицательно было оценено управление отрядами и графический интерфейс. Графика, искусственный интеллект и общая технологичность игры также были оценены крайне низко. О сюжете журналисты высказались следующим образом: «…не каждая игра предлагает столько глупых постапокалиптических штампов». Вердикт: «Поэтому Stormrise не очередной серенький RTS-клон, а полный крах. Мощнейший удар по кошельку и репутации компании».

## Отмена патча и увольнение сотрудников
Разработка второго патча к «Stormrise» была отменена 28 апреля 2009 года, через месяц после выпуска игры. The Creative Assembly заявила, что отмена разработки произошла из-за финансовых затрат, и сообщила: Второй патч, который разрабатывался в The Creative Assembly Australia, не попадёт в руки игроков, купивших Stormrise, из-за затрат и рисков, связанных с тестированием и сертификацией новых изменений и особенностей.
Отрицательные отзывы прессы на игру и низкие продажи были названы как факторы в этом финансовом решении.

После отмены патча Кен Тёрнер (англ. Ken Turner), творческий директор проекта Stormrise, был уволен из студии.